# Big Joe Duskin
Joseph L. „Big Joe“ Duskin (* 10. Februar 1921, Birmingham, Alabama; † 6. Mai 2007) war ein amerikanischer Blues- und Boogie-Woogie-Pianist.

## Leben
Mit sieben Jahren begann Big Joe mit dem Klavierspiel. Er begleitete in der Kirche die Predigten seines Vaters Reverend Perry Duskin. Nach dem Umzug nach  Cincinnati, Ohio hörte er im lokalen Radiosender Fats Waller und Pete Johnson, die seine ersten großen Einflüsse wurden. Big Joe spielte in lokalen Klubs. Während des Zweiten Weltkriegs spielte er weiterhin Klavier bei der Truppenbetreuung, wo er seine großen Idole Albert Ammons und Meade Lux Lewis kennenlernte.
Nach dem Ende des Zweiten Weltkriegs nahm ihm sein Vater das Versprechen ab, nicht mehr zu spielen, solange er am Leben sei. Das wirkte sich für seine Karriere schlecht aus, da Reverend Perry 105 Jahre alt wurde. Big Joe wurde Polizist und arbeitete bei der Post.
Anfang der 1970er-Jahre begann er, ermutigt vom Blueshistoriker Steven C. Tracy, mit Konzerttourneen in ganz Europa und den USA. Zu dieser Zeit entstand auch seine erste Platte, der zahlreiche weitere folgten. 2007 verstarb Big Joe Duskin an den Folgen seiner Zuckerkrankheit.

## Diskographie(Auswahl)
- Cincinnati Stomp (1978) – Arhoolie
- Don’t Mess with the Boogie Man (1988) – Indigo
- Down the Road a Piece (1990) (live album) – Wolf
- Big Joe Jumps Again! Cincinnati Blues Session (2004) – Yellow Dog
- Live at Quai de Blues (2004) (live album) – Virgin[4]